# میرزا رضا مستوفی
میرزا رضا مستوفی ملقب به بنان الملک از سیاستمداران ایرانی بود، که در دوره دوم به‌عنوان نماینده تهران در مجلس شورای ملی حضور داشت. 

مستوفی در سال ١٢۶٣ ه.خ رئیس مالیه اصفهان شد و تا سال ١٢۶٧ ه.خ در این شغل باقی ماند.
میرزا رضا در سال ١٢٧١ سرکنسول ایران در مصر شد.